# 雅居乐
雅居樂集團控股有限公司（港交所：03383），前稱雅居樂地產控股有限公司，是中國房地產開發商之一。

## 历史
雅居樂起初在廣東省中山市三鄉鎮經營一家傢俬廠，1992年開始涉足房地產，2005年在香港聯合交易所主板上市，以房地產開發及經營爲主，同時亦廣泛涉足酒店營運、物業投資及物業管理等多個領域，品牌知名度享譽全國，是少數獲納入恒生綜合指數、恒生綜合市值指數、恒生中國內地100及摩根士丹利資本國際中國指數成份股的中國房地產企業。
2012年6月，雅居乐以5.6亿元收购西安曲江荣华置业有限公司旗下一全资子公司70%股权。
於2014年3月31日，雅居樂的業務覆蓋範圍已擴展至全中國逾40個城市及地區，共有逾90個處於不同發展階段的房地產項目，廣泛分佈於肇慶、廣州、中山、佛山、河源、惠州、上海、南京、常州、南通、揚州、無錫、鎮江、杭州、寧波、滁州、成都、西安、重慶、鄭州、海南、雲南、瀋陽及天津等城市和地區，土地儲備總面積共計約4,308萬平方米（包括全部已取得土地使用權證和擁有權益的土地）。
2017年12月，雅居樂以4億港元購入鰂魚涌英皇道992至998號公務員合作社住宅。雅居樂鰂魚涌項目位於鰂魚涌英皇道992至998號及柏架山道2至16號和毗連政府土地，佔地約49,966方呎，當中政府土地約16878平方呎，屬住宅甲類用地，申請文件顯示，日後可建樓面約445,186方呎，擬提供600伙，平均面積約746方呎，而非住宅樓面不多於7,535平方呎。項目將提供135個車位，私家車位及電單車位各佔131個及4個。。
2019年7月2日，雅居樂集團宣布以總代價31.8億元（人民幣．下同）取得北京市一幅住宅地塊。地塊佔地面積約3.6萬平方米，預計總建築面積約8萬平方米，樓面地價約每平方米39620元。除了房地產，目前，雅居乐集团拥有地产、雅生活、环保、雅城、房管、资本投资、商业管理和城市更新八大产业集团。 
2024年5月14日，雅居乐发布公告称，因公司流动性压力，无法偿付13日到期的2020票据利息（金额为4.83亿美元），也无能力履行其境外债务项下的所有付款义务。

## 董事会
現時雅居樂的董事會主席是陳卓雄，其他董事會成員包括執行董事陳卓雄、黃奉潮、梁正堅及陳忠其；非執行董事陳卓賢、陸倩芳、陳卓喜及陳卓南；以及獨立非執行董事鄭漢鈞、鄺志強及張永銳。